# Folketingsvalet 1879
Folketingsvalet i Danmark 1879 hölls i Danmark den 3 januari 1879. Liberalerna vann de flesta mandaten, och valdeltagandet låg på 47,2%.

## Resultat
| Parti                  | Röster | % | Mandat | +/– |
| ---------------------- | ------ | - | ------ | --- |
| Liberaler              |        |   | 65     | –9  |
| Mellempartiet          |        |   | 37     | +11 |
| Ogiltiga/blanka röster |        | – | –      | –   |
| Totalt                 |        |   | 102    | 0   |
| Källa: Nohlen & Stöver |        |   |        |     |

### Fotnoter
1. ↑  Nohlen, D & Stöver, P (2010) Elections in Europe: A data handbook, p523 ISBN 978-3-8329-5609-7
2. ↑  Nohlen & Stöver, p526